# CP/M-86
CP/M-86 es una versión del sistema operativo CP/M que creó Digital Research para los microprocesadores Intel 8086 y 8088. Los comandos son los de CP/M-80. Los archivos ejecutables usan el formato reubicable .CMD. Una versión posterior, DOS Plus, adopta los comandos de MS-DOS para acabar siendo compatible con este con el nombre de DR-DOS.

## CP/M-86 y el IBM PC
Cuando IBM contactó con otras empresas para obtener componentes para el IBM PC, el aún no nacido CP/M-86 fue su primera elección debido a que CP/M tenía la mayoría de las aplicaciones del momento. 
Las negociaciones entre Digital Research e IBM se deterioraron rápidamente por el requerimiento de IBM de un non-disclosure agreement y su insistencia en un sistema de licencias con un pago de una vez, en lugar del habitual sistema de royalties de Digital Reseach.
Después de contactar con Microsoft, IBM decidió utilizar QDOS (86-DOS), un sistema operativo parecido a CP/M que había creado una empresa de Seattle para usarlo con su propio hardware.
Microsoft adaptó QDOS, gracias a Tim Patterson, para el hardware del IBM PC e IBM lo entregó con éste como PC-DOS, ¡tras más de 300 modificaciones!
Tras investigar el acuerdo, el fundador de Digital Research Gary Kildall amenazó con demandar a IBM por infringir la propiedad intelectual de DRI, e IBM acordó ofrecer CP/M-86 con el PC para resolver la reclamación. 
CP/M-86 se lanzó pocos meses después que el PC y fue uno de los tres sistemas operativos de un cliente podría comprar a IBM.
Pero un precio de 240 dólares por copia hizo que se vendiera mal comparado con los 40 dólares de PC-DOS. 
Kildall acusó luego a IBM de establecer los precios para marginalizarle, pero las cuentas de Microsoft, IBM, y otros ejecutivos de DRI indican que Kildall había exigido un importante royalty por CP/M-86 mientras que Microsoft aceptó el pago único. 
Los clientes adoptan rápidamente la plataforma PC con PC-DOS como el nuevo estándar de la industria, y las oportunidades de DRI de licenciar CP/M-86 a otros clientes se redujeron rápidamente.

## Versiones
Una versión de CP/M-86 tiene dos números de versión. Uno se aplica a todo el sistema y normalmente se muestran en el inicio; el otro se aplica al kernel BDOS. Las versiones conocidas incluyen :
- CP/M-86 para IBM PC Versión 1.0 (BDOS 2.2) - enero de 1982 - Versión inicial para IBM PC.
- CP/M-86 para IBM PC Versión 1.1 (BDOS 2.2) - marzo de 1983 - Se añade soporte de disco duro.
- Personal CP/M-86 Versión 1.0 (BDOS 3.1) - noviembre de 1983 - Lanzado para el Siemens PG 685. Basado en el núcleo multitarea de Concurrent CP/M, puede ejecutar cuatro tareas a la vez.
- Personal CP/M-86 Versión 3.1 (BDOS 3.3) - enero de 1985 - Versión para la serie F de Apricot Computers (Apricot F1, Apricot F1e, Apricot F10, Apricot F2). Esta versión incluye el soporte de utilizar disquetes con formato MS-DOS.
- Personal CP/M-86 Versión 2.0 (BDOS 4.1) - 1986 o posterior - Lanzado para el Siemens PC16-20. Es el mismo BDOS usado en DOS Plus.
- Personal CP/M-86 Versión 2.11 (BDOS 4.1) - 1986 o posterior - Lanzado para el Siemens PG 685.

Se cree que las distintas versiones de Personal CP/M-86 se basaron en un producto inédito conocido como CP/M-86 Plus; todas las versiones de Personal CP/M-86 contienen esa cadena.